# Coppa del mondo di atletica leggera 2002
La nona edizione della Coppa del mondo di atletica leggera si disputò dal 20 al 21 settembre 2002 a Madrid. Per la seconda volta la Spagna ospitò la manifestazione, dopo l'edizione del 1989 svoltasi a Barcellona.
La selezione africana ottenne la quarta vittoria consecutiva nella classifica maschile, mentre la competizione femminile vide il successo della nazionale russa.

## Risultati

### 100 m
| Pos. | Sq. | Atleta                | Ris.     |
| ---- | --- | --------------------- | -------- |
| 1    | AFR | Uchenna Emedolu       | 10.06 PB |
| 2    | AME | Kim Collins           | 10.06    |
| 3    | EUR | Francis Obikwelu      | 10.09    |
| 4    | USA | Jon Drummond          | 10.10    |
| 5    | GBR | Dwain Chambers        | 10.16    |
| 6    | ASI | Jamal Al-Saffar       | 10.38    |
| 7    | GER | Marc Blume            | 10.46    |
| 8    | OCE | Patrick Johnson       | 10.58    |
| 9    | ESP | Angel David Rodríguez | 10.78    |

| Pos. | Sq. | Atleta                | Ris.  |
| ---- | --- | --------------------- | ----- |
| 1    | USA | Marion Jones          | 10.90 |
| 2    | AME | Tayna Lawrence        | 11.06 |
| 3    | ASI | Susanthika Jayasinghe | 11.20 |
| 4    | AFR | Endurance Ojokolo     | 11.26 |
| 5    | ESP | Glory Alozie          | 11.28 |
| 6    | GER | Melanie Paschke       | 11.37 |
| 7    | RUS | Marina Kislova        | 11.41 |
| 8    | EUR | Kim Gevaert           | 11.41 |
| 9    | OCE | Lauren Hewitt         | 11.48 |

### 200 m
| Pos. | Sq. | Atleta             | Ris.     |
| ---- | --- | ------------------ | -------- |
| 1    | EUR | Francis Obikwelu   | 20.18 SB |
| 2    | AFR | Frankie Fredericks | 20.20    |
| 3    | GBR | Marlon Devonish    | 20.32    |
| 4    | USA | Ramon Clay         | 20.32    |
| 5    | AME | Dominic Demeritte  | 20.47    |
| 6    | ASI | Gennadiy Chernovol | 20.73    |
| 7    | ESP | Julian Martínez    | 21.23    |
| 8    | GER | Oliver Koenig      | 21.32    |
| 9    | OCE | Dallas Roberts     | 21.61    |

| Pos. | Sq. | Atleta                | Ris.     |
| ---- | --- | --------------------- | -------- |
| 1    | AME | Debbie Ferguson       | 22.49    |
| 2    | EUR | Muriel Hurtis         | 22.78    |
| 3    | AFR | Myriam Léonie Mani    | 22.81 SB |
| 4    | ASI | Susanthika Jayasinghe | 22.82 SB |
| 5    | OCE | Lauren Hewitt         | 23.30    |
| 6    | RUS | Marina Kislova        | 23.38    |
| 7    | USA | Kelli White           | 23.51    |
| 8    | GER | Gabi Rockmeier        | 23.67    |
| 9    | ESP | Julia Alba            | 24.21    |

### 400 m
| Pos. | Sq. | Atleta            | Ris.     |
| ---- | --- | ----------------- | -------- |
| 1    | AME | Michael Blackwood | 44.60 PB |
| 2    | GER | Ingo Schultz      | 44.86 SB |
| 3    | ASI | Fawzi Al-Shammari | 45.14    |
| 4    | AFR | Eric Milazar      | 45.41    |
| 5    | USA | Alvin Harrison    | 45.46    |
| 6    | OCE | Clinton Hill      | 45.74    |
| 7    | GBR | Timothy Benjamin  | 45.80    |
| 8    | ESP | David Canal       | 46.21    |
| 9    | EUR | Zsolt Szeglet     | 46.26    |

| Pos. | Sq. | Atleta            | Ris.     |
| ---- | --- | ----------------- | -------- |
| 1    | AME | Ana Guevara       | 49.56    |
| 2    | USA | Jearl Miles Clark | 50.27 SB |
| 3    | RUS | Olesya Zykina     | 50.67    |
| 4    | EUR | Lee McConnell     | 50.82 PB |
| 5    | AFR | Kaltouma Nadjina  | 51.11    |
| 6    | GER | Claudia Marx      | 52.30    |
| 7    | ASI | Tatyana Roslanova | 52.44    |
| 8    | OCE | Rosemary Hayward  | 52.76 PB |
| 9    | ESP | Miriam Bravo      | 53.79 SB |

### 800 m
| Pos. | Sq. | Atleta                   | Ris.       |
| ---- | --- | ------------------------ | ---------- |
| 1    | ESP | Antonio Manuel Reina     | 1:43.83 CR |
| 2    | AFR | Djabir Saïd-Guerni       | 1:44.03 SB |
| 3    | USA | David Krummenacker       | 1:45.14    |
| 4    | EUR | André Bucher             | 1:45.31    |
| 5    | GER | Nils Schumann            | 1:45.34    |
| 6    | AME | Osmar Barbosa dos Santos | 1:46.01 SB |
| 7    | ASI | Mihail Kolganov          | 1:47.45 PB |
| 8    | GBR | James McIlroy            | 1:48.43    |
| 9    | OCE | Kris McCarthy            | DNF        |

| Pos. | Sq. | Atleta                 | Ris.       |
| ---- | --- | ---------------------- | ---------- |
| 1    | AFR | Maria de Lurdes Mutola | 1:58.60    |
| 2    | ESP | Mayte Martínez         | 1:59.24    |
| 3    | EUR | Jolanda Čeplak         | 1:59.42    |
| 4    | AME | Zulia Calatayud        | 1:59.44    |
| 5    | RUS | Svetlana Cherkasova    | 2:00.72    |
| 6    | GER | Claudia Gesell         | 2:01.58    |
| 7    | USA | Sasha Spencer          | 2:02.92    |
| 8    | OCE | Tamsyn Lewis           | 2:03.10    |
| 9    | ASI | Miho Sugimori          | 2:03.22 PB |

### 1500 m
| Pos. | Sq. | Atleta                 | Ris.       |
| ---- | --- | ---------------------- | ---------- |
| 1    | AFR | Bernard Lagat          | 3:31.20 CR |
| 2    | ESP | Reyes Estévez          | 3:33.67    |
| 3    | EUR | Mehdi Baala            | 3:38.04    |
| 4    | OCE | Youcef Abdi            | 3:41.01    |
| 5    | GER | Franek Haschke         | 3:41.58    |
| 6    | GBR | Michael East           | 3:41.88    |
| 7    | ASI | Abdulrahman Suleiman   | 3:42.27    |
| 8    | AME | Hudson Santos de Souza | 3:42.58    |
| 9    | USA | Seneca Lassiter        | 4:05.82    |

| Pos. | Sq. | Atleta             | Ris.       |
| ---- | --- | ------------------ | ---------- |
| 1    | EUR | Süreyya Ayhan      | 4:02.57    |
| 2    | RUS | Tatyana Tomashova  | 4:09.74    |
| 3    | GER | Kathleen Friedrich | 4:10.20    |
| 4    | USA | Regina Jacobs      | 4:10.78    |
| 5    | AFR | Jackline Maranga   | 4:11.10    |
| 6    | ASI | Tatyana Borisova   | 4:11.14 PB |
| 7    | ESP | Nuria Fernández    | 4:11.56    |
| 8    | OCE | Sarah Jamieson     | 4:12.33    |
| 9    | AME | Mardrea Hyman      | 4:14.60    |

### 3000 m
| Pos. | Sq. | Atleta               | Ris.       |
| ---- | --- | -------------------- | ---------- |
| 1    | OCE | Craig Mottram        | 7:41.37 CR |
| 2    | AME | José David Galván    | 7:47.43 SB |
| 3    | ESP | Roberto García       | 7:53.96    |
| 4    | AFR | Paul Bitok           | 7:56.31    |
| 5    | GBR | Anthony Whiteman     | 8:03.33    |
| 6    | ASI | Ahmed Ibrahim Hashim | 8:08.31    |
| 7    | EUR | Serhiy Lebid         | 8:08.65    |
| 8    | USA | Bolota Asmerom       | 8:10.66    |
| 9    | GER | Raphael Schäfer      | 8:33.89    |

| Pos. | Sq. | Atleta              | Ris.       |
| ---- | --- | ------------------- | ---------- |
| 1    | AFR | Berhane Adere       | 8:50.88    |
| 2    | EUR | Gabriela Szabó      | 8:50.89    |
| 3    | RUS | Yelena Zadorozhnaya | 8:50.93    |
| 4    | USA | Sarah Schwald       | 8:57.27    |
| 5    | OCE | Susie Power         | 8:58.09    |
| 6    | ESP | Beatriz Santiago    | 8:59.88    |
| 7    | AME | Courtney Babcock    | 9:05.98    |
| 8    | GER | Melanie Schulz      | 9:10.57 PB |
| 9    | ASI | Mizuho Nasukawa     | 9:23.47 PB |

### 5000 m
| Pos. | Sq. | Atleta               | Ris.        |
| ---- | --- | -------------------- | ----------- |
| 1    | ESP | Alberto García       | 13:30.04    |
| 2    | AFR | Paul Malakwen Kosgei | 13:31.71    |
| 3    | EUR | Ismaïl Sghyr         | 13:32.82    |
| 4    | USA | Meb Keflezighi       | 13:33.44    |
| 5    | GBR | John Mayock          | 13:38.63    |
| 6    | GER | Michael May          | 13:39.73    |
| 7    | ASI | Abdulhak Zakaria     | 13:54.68 PB |
| 8    | OCE | Michael Power        | 13:58.07    |
| 9    | AME | Sean Kaley           | 13:33.57    |

| Pos. | Sq. | Atleta              | Ris.        |
| ---- | --- | ------------------- | ----------- |
| 1    | RUS | Olga Yegorova       | 15:18.15 CR |
| 2    | ESP | Marta Domínguez     | 15:19.73    |
| 3    | EUR | Joanne Pavey        | 15:20.10    |
| 4    | OCE | Benita Johnson      | 15:20.83    |
| 5    | AFR | Susan Chepkemei     | 15:27.04    |
| 6    | ASI | Akiko Kawashima     | 15:41.95    |
| 7    | GER | Sabrina Mockenhaupt | 15:42.22    |
| 8    | AME | Nora Leticia Rocha  | 15:45.48    |
| 9    | USA | Collette Liss       | 15:59.44    |

### 3000 m siepi
| \| Pos. \| Sq. \| Atleta \| Ris. \| \| ---- \| --- \| ------------------------- \| ---------- \| \| 1 \| AFR \| Wilson Boit Kipketer \| 8:25.34 \| \| 2 \| ESP \| Luis Miguel Martín \| 8:26.35 \| \| 3 \| ASI \| Khamis Abdullah Saifeldin \| 8:30.66 \| \| 4 \| USA \| Anthony Famiglietti \| 8:32.72 \| \| 5 \| EUR \| Simon Vroemen \| 8:36.06 \| \| 6 \| OCE \| Peter Nowill \| 8:39.22 SB \| \| 7 \| GER \| Filmon Ghirmai \| 8:42.29 \| \| 8 \| GBR \| Stuart Stokes \| 8:43.38 \| \| 9 \| AME \| Joël Bourgeois \| 8:56.13 \| |     |                           |            |
| Pos. | Sq. | Atleta                    | Ris.       |
| 1 | AFR | Wilson Boit Kipketer      | 8:25.34    |
| 2 | ESP | Luis Miguel Martín        | 8:26.35    |
| 3 | ASI | Khamis Abdullah Saifeldin | 8:30.66    |
| 4 | USA | Anthony Famiglietti       | 8:32.72    |
| 5 | EUR | Simon Vroemen             | 8:36.06    |
| 6 | OCE | Peter Nowill              | 8:39.22 SB |
| 7 | GER | Filmon Ghirmai            | 8:42.29    |
| 8 | GBR | Stuart Stokes             | 8:43.38    |
| 9 | AME | Joël Bourgeois            | 8:56.13    |

### 100/110 m ostacoli
| Pos. | Sq. | Atleta              | Ris.     |
| ---- | --- | ------------------- | -------- |
| 1    | AME | Anier García        | 13.10    |
| 2    | USA | Allen Johnson       | 13.45    |
| 3    | EUR | Staņislavs Olijars  | 13.58    |
| 4    | AFR | Shaun Bownes        | 13.67    |
| 5    | ESP | Felipe Vivancos     | 13.79 PB |
| 6    | GER | Florian Schwarthoff | 13.79    |
| 7    | OCE | Tim Ewen            | 14.10    |
|      | GBR | Colin Jackson       | DQ       |
|      | ASI | Liu Xiang           | DNF      |

| Pos. | Sq. | Atleta            | Ris.  |
| ---- | --- | ----------------- | ----- |
| 1    | USA | Gail Devers       | 12.65 |
| 2    | AME | Brigitte Foster   | 12.82 |
| 3    | ESP | Glory Alozie      | 12.95 |
| 4    | EUR | Olena Krasovska   | 13.07 |
| 5    | AFR | Rosa Rakotozafy   | 13.07 |
| 6    | RUS | Svetlana Laukhova | 13.14 |
| 7    | GER | Kirsten Bolm      | 13.15 |
| 8    | OCE | Jacquie Munro     | 13.46 |
| 9    | ASI | Yvonne Kanazawa   | 13.59 |

### 400 m ostacoli
| Pos. | Sq. | Atleta                | Ris.  |
| ---- | --- | --------------------- | ----- |
| 1    | USA | James Carter          | 48.27 |
| 2    | ASI | Mubarak Faraj Al-Nubi | 48.96 |
| 3    | GBR | Christopher Rawlinson | 49.18 |
| 4    | EUR | Jirí Muzik            | 49.28 |
| 5    | AME | Ian Weakley           | 49.62 |
| 6    | ESP | José María Romera     | 49.68 |
| 7    | AFR | Llewellyn Herbert     | 50.52 |
| 8    | GER | Christian Duma        | 50.57 |
| 9    | ASI | Mowen Boino           | 51.66 |

| Pos. | Sq. | Atleta            | Ris.  |
| ---- | --- | ----------------- | ----- |
| 1    | RUS | Yuliya Pechonkina | 53.74 |
| 2    | USA | Sandra Glover     | 54.46 |
| 3    | OCE | Jana Pittman      | 55.15 |
| 4    | EUR | Ionela Târlea     | 56.17 |
| 5    | ASI | Natalya Torshina  | 56.38 |
| 6    | AME | Debbie-Ann Parris | 57.36 |
| 7    | GER | Heike Meissner    | 57.40 |
| 8    | AFR | Zahra Lachgar     | 59.14 |
| 9    | ESP | Beatriz Montero   | 59.79 |

### Staffetta 4 x 100 m
| Pos. | Sq. | Atleta                                                                           | Ris.     |
| ---- | --- | -------------------------------------------------------------------------------- | -------- |
| 1    | USA | Jon Drummond, Jason Smoots, Kaaron Conwright, Coby Miller                        | 37.95 CR |
| 2    | AME | Freddy Mayola, Kim Collins, Christopher Williams, Dominic Demeritte              | 38.32    |
| 3    | AFR | Idrissa Sanou, Uchenna Emedolu, Aziz Zakari, Frankie Fredericks                  | 38.63    |
| 4    | EUR | Kostyantyn Vasyukov, Kostya Rurak, Anatoliy Dovgal, Oleksandr Kajdaš             | 38.86    |
| 5    | ASI | Reanchai Srihawong, Vissanu Sophanich, Ekkachai Janthana, Sittichai Suwonprateep | 38.91 PB |
| 6    | GBR | Jonathan Barbour, Marlon Devonish, Christian Malcolm, Daniel Plummer             | 39.23    |
| 7    | OCE | Tim Williams, Paul Di Bella, David Geddes, Patrick Johnson                       | 39.58    |
| 8    | ESP | Cecilio Maestra, Pedro Pablo Nolet, Angel David Rodríguez, Carlos Berlanga       | 39.64    |
|      | GER | Ronny Ostwald, Marc Blume, Alexander Kosenkow, Marc Kochan                       | DQ       |

| Pos. | Sq. | Atleta                                                                     | Ris.     |
| ---- | --- | -------------------------------------------------------------------------- | -------- |
| 1    | AME | Tayna Lawrence, Juliet Campbell, Beverly McDonald, Debbie Ferguson         | 41.91 WL |
| 2    | USA | Chryste Gaines, Marion Jones, Inger Miller, Gail Devers                    | 42.05 SB |
| 3    | AFR | Chinedu Odozor, Myriam Léonie Mani, Makaridja Sanganoko, Endurance Ojokolo | 42.99    |
| 4    | EUR | Delphine Combe, Muriel Hurtis, Fabé Dia, Odiah Sidibé                      | 43.30    |
| 5    | GER | Melanie Paschke, Gabi Rockmeier, Birgit Rockmeier, Katchi Habel            | 43.36    |
| 6    | RUS | Natalya Ignatova, Larisa Kruglova, Irina Khabarova, Marina Kislova         | 43.69    |
| 7    | ASI | Zeng Xiujun, Yan Jiankui, Huang Mei, Qin Wangping                          | 43.82    |
| 8    | ESP | Carmen Blay, Arantxa Reinares, Concepción Montaner, Julia Alba             | 45.07    |
|      | OCE | Melanie Kleeberg, Jodi Lambert, Lauren Hewitt, Sarah Mullan                | DQ       |

### Staffetta 4 x 400 m
| Pos. | Sq. | Atleta                                                                           | Ris.       |
| ---- | --- | -------------------------------------------------------------------------------- | ---------- |
| 1    | AME | Félix Sánchez, Alleyne Francique, Michael McDonald, Michael Blackwood            | 2:59.19 WL |
| 2    | USA | James Carter, Leonard Byrd, Godfrey Herring, Antonio Pettigrew                   | 2:59.21 SB |
| 3    | AFR | Adem Hecini, Sofiane Labidi, Fernando Augustin, Eric Milazar                     | 3:01.69    |
| 4    | ASI | Rohan Pradeep Kumara, Hamdan O. Al-Bishi, Sugath Thilakaratne, Fawzi Al-Shammari | 3:03.02 PB |
| 5    | GBR | Jared Deacon, Jamie Baulch, Timothy Benjamin, Matthew Elias                      | 3:03.34    |
| 6    | OCE | Daniel Batman, Patrick Dwyer, Paul Pearce, Clinton Hill                          | 3:03.65    |
| 7    | GER | Ingo Schultz, Ruwen Faller, Jens Dautzenberg, Lars Figura                        | 3:05.31    |
|      | ESP | Salvador Rodríguez, David Canal, Antonio Manuel Reina, Alberto Martínez          | DQ         |
|      | EUR | Oleksandr Kajdaš, Cédric Van Branteghem, Francis Obikwelu, Karel Bláha           | DQ         |

| Pos. | Sq. | Atleta                                                                       | Ris.       |
| ---- | --- | ---------------------------------------------------------------------------- | ---------- |
| 1    | AME | Sandie Richards, Daimí Pernía, Christine Amertil, Ana Guevara                | 3:23.53    |
| 2    | USA | Michelle Collins, Crystal Cox, Suziann Reid, Monique Hennagan                | 3:24.67    |
| 3    | RUS | Natalya Antyukh, Yuliya Pechonkina, Natalya Nazarova, Olesya Zykina          | 3:26.59    |
| 4    | AFR | Mireille Nguimgo, Hortense Bewouda, Maria de Lurdes Mutola, Kaltouma Nadjina | 3:26.84 PB |
| 5    | EUR | Grazyna Prokopek, Antonina Yefremova, Sviatlana Usovich, Lee McConnell       | 3:29.21    |
| 6    | GER | Florence Ekpo-Umoh, Nancy Kette, Birgit Rockmeier, Claudia Marx              | 3:31.09    |
| 7    | OCE | Rosemary Hayward, Jana Pittman, Katerina Dressler, Tamsyn Lewis              | 3:31.32    |
| 8    | ESP | Julia Alba, Mayte Martínez, Miriam Bravo, Maripaz Maqueda                    | 3:36.50    |
| 9    | ASI | Tatyana Roslanova, Zamira Amirova, Thi Tinh Nguyen, Makiko Yoshida           | 3:37.18    |

### Salto in alto
| Pos. | Sq. | Atleta              | Ris.    |
| ---- | --- | ------------------- | ------- |
| 1    | EUR | Yaroslav Rybakov    | 2.31 SB |
| 2    | AME | Mark Boswell        | 2.29    |
| 3    | GBR | Ben Challenger      | 2.20    |
| 4    | AFR | Abderrahmane Hammad | 2.15    |
| 5    | ESP | Ignacio Pérez       | 2.15    |
| 6    | GER | Martin Buß          | 2.15    |
| 7    | USA | Nathan Leeper       | 2.10    |
| 8    | ASI | Cui Kai             | 2.10    |
|      | OCE | Nick Moroney        | NM      |

| Pos. | Sq. | Atleta           | Ris.    |
| ---- | --- | ---------------- | ------- |
| 1    | AFR | Hestrie Cloete   | 2.02 SB |
| 2    | EUR | Kajsa Bergqvist  | 2.02    |
| 3    | RUS | Marina Kuptsova  | 2.00 PB |
| 4    | USA | Tisha Waller     | 1.96 SB |
| 5    | ASI | Tatyana Efimenko | 1.91 PB |
| 6    | ESP | Ruth Beitia      | 1.91    |
| 7    | GER | Kathryn Holinski | 1.91    |
| 8    | AME | Nicole Forrester | 1.85    |
| 9    | OCE | Jane Jamieson    | 1.75    |

### Salto con l'asta
| Pos. | Sq. | Atleta             | Ris.    |
| ---- | --- | ------------------ | ------- |
| 1    | AFR | Okkert Brits       | 5.75 SB |
| 2    | USA | Jeff Hartwig       | 5.70    |
| 3    | GER | Lars Börgeling     | 5.40    |
| 4    | AME | Dominic Johnson    | 5.20    |
| 5    | ESP | Andrés Hinojo      | 5.20    |
| 6    | OCE | Paul Burgess       | 5.20    |
| 7    | GBR | Tim Thomas         | 5.00    |
|      | EUR | Aleksandr Averbukh | NM      |
|      | ASI | Daichi Sawano      | NM      |

| Pos. | Sq. | Atleta             | Ris.    |
| ---- | --- | ------------------ | ------- |
| 1    | GER | Annika Becker      | 4.55    |
| 2    | RUS | Svetlana Feofanova | 4.40    |
| 3    | ESP | Dana Cervantes     | 4.30    |
| 4    | ASI | Gao Shuying        | 4.30    |
| 5    | EUR | Monique de Wilt    | 4.20    |
| 6    | AFR | Syrine Balti       | 4.10 PB |
| 7    | USA | Mary Sauer         | 4.00    |
|      | OCE | Tatiana Grigorieva | NM      |
|      | AME | Stephanie McCann   | NM      |

### Salto in lungo
| Pos. | Sq. | Atleta                 | Ris. |
| ---- | --- | ---------------------- | ---- |
| 1    | USA | Savanté Stringfellow   | 8.21 |
| 2    | AME | Iván Pedroso           | 8.19 |
| 3    | ESP | Yago Lamela            | 8.11 |
| 4    | ASI | Hussein Taher Al-Sabee | 7.92 |
| 5    | AFR | Younes Moudrik         | 7.90 |
| 6    | GBR | Christopher Tomlinson  | 7.85 |
| 7    | EUR | Olexiy Lukashevych     | 7.83 |
| 8    | OCE | Tim Parravicini        | 7.69 |
| 9    | GER | Andreas Pohle          | 7.26 |

| Pos. | Sq. | Atleta                 | Ris. |
| ---- | --- | ---------------------- | ---- |
| 1    | RUS | Tatyana Kotova         | 6.85 |
| 2    | AME | Maurren Higa Maggi     | 6.81 |
| 3    | ESP | Concepción Montaner    | 6.68 |
| 4    | EUR | Jade Johnson           | 6.41 |
| 5    | OCE | Chantal Brunner        | 6.35 |
| 6    | ASI | Yelena Kashcheyeva     | 6.32 |
| 7    | GER | Sofia Schulte          | 6.16 |
| 8    | AFR | Françoise Mbango Etone | 6.06 |
| 9    | USA | Brianna Glenn          | 5.91 |

### Salto triplo
| Pos. | Sq. | Atleta                  | Ris.     |
| ---- | --- | ----------------------- | -------- |
| 1    | GBR | Jonathan Edwards        | 17.34    |
| 2    | USA | Walter Davis            | 17.23    |
| 3    | EUR | Christian Olsson        | 17.05    |
| 4    | GER | Charles Michael Friedek | 16.91    |
| 5    | AME | Jadel Gregório          | 16.61    |
| 6    | ASI | Kazuyoshi Ishikawa      | 16.50 PB |
| 7    | AFR | Olivier Sanou           | 16.30    |
| 8    | ESP | Raúl Chapado            | 15.91    |
| 9    | OCE | Viktor Chistiakov       | 14.96    |

| Pos. | Sq. | Atleta                 | Ris.  |
| ---- | --- | ---------------------- | ----- |
| 1    | AFR | Françoise Mbango Etone | 14.37 |
| 2    | EUR | Ashia Hansen           | 14.32 |
| 3    | ESP | Carlota Castrejana     | 14.13 |
| 4    | AME | Trecia Smith           | 13.82 |
| 5    | USA | Yuliana Perez          | 13.79 |
| 6    | RUS | Yelena Oleynikova      | 13.79 |
| 7    | ASI | Wu Lingmei             | 13.60 |
| 8    | GER | Sofia Schulte          | 12.73 |
| 9    | OCE | Michelle Apostolou     | 12.12 |

### Getto del peso
| Pos. | Sq. | Atleta          | Ris.  |
| ---- | --- | --------------- | ----- |
| 1    | USA | Adam Nelson     | 20.80 |
| 2    | OCE | Justin Anlezark | 20.77 |
| 3    | GER | Ralf Bartels    | 20.67 |
| 4    | AFR | Janus Robberts  | 20.00 |
| 5    | EUR | Yuriy Bilonoh   | 19.88 |
| 6    | ESP | Manuel Martínez | 19.76 |
| 7    | GBR | Carl Myerscough | 19.13 |
| 8    | AME | Bradley Snyder  | 18.99 |
| 9    | ASI | Li Rongxiang    | 10.09 |

| Pos. | Sq. | Atleta              | Ris.     |
| ---- | --- | ------------------- | -------- |
| 1    | RUS | Irina Korzhanenko   | 20.20    |
| 2    | AME | Yumileidi Cumbá     | 19.14    |
| 3    | GER | Astrid Kumbernuss   | 19.11    |
| 4    | EUR | Vita Pavlysh        | 19.06    |
| 5    | USA | Teri Steer          | 18.63    |
| 6    | OCE | Valerie Adams       | 18.40 PB |
| 7    | AFR | Vivian Chukwuemeka  | 17.30    |
| 8    | ASI | Juttaporn Krasaeyan | 17.25    |
| 9    | ESP | Irache Quintanal    | 15.79    |

### Lancio del disco
| Pos. | Sq. | Atleta             | Ris.     |
| ---- | --- | ------------------ | -------- |
| 1    | EUR | Róbert Fazekas     | 71.25 CR |
| 2    | AFR | Frantz Kruger      | 66.78    |
| 3    | ESP | Mario Pestano      | 64.64    |
| 4    | GER | Michael Möllenbeck | 64.57    |
| 5    | AME | Jason Tunks        | 62.89    |
| 6    | USA | Adam Setliff       | 61.52    |
| 7    | GBR | Robert Weir        | 58.91    |
| 8    | OCE | Peter Elvy         | 56.60    |
| 9    | ASI | Kōji Murofushi     | 41.93    |

| Pos. | Sq. | Atleta             | Ris.  |
| ---- | --- | ------------------ | ----- |
| 1    | OCE | Beatrice Faumuina  | 62.47 |
| 2    | EUR | Ekateríni Voggoli  | 61.77 |
| 3    | RUS | Natalya Sadova     | 61.30 |
| 4    | ASI | Li Yanfeng         | 59.89 |
| 5    | USA | Kristin Kuehl      | 59.57 |
| 6    | GER | Jana Tucholke      | 57.94 |
| 7    | AFR | Monia Kari         | 56.16 |
| 8    | ESP | Alice Matějková    | 56.05 |
| 9    | AME | Elisângela Adriano | 53.60 |

### Lancio del martello
| Pos. | Sq. | Atleta         | Ris.     |
| ---- | --- | -------------- | -------- |
| 1    | EUR | Adrián Annus   | 80.93    |
| 2    | ASI | Kōji Murofushi | 80.08    |
| 3    | GER | Karsten Kobs   | 78.44    |
| 4    | AFR | Chris Harmse   | 77.16    |
| 5    | ESP | Moisés Campeny | 73.21 SB |
| 6    | USA | John McEwen    | 71.03    |
| 7    | OCE | Phillip Jensen | 67.09    |
| 8    | GBR | Michael Jones  | 66.92    |
| 9    | AME | Yosvany Suárez | 66.33    |

| Pos. | Sq. | Atleta             | Ris.  |
| ---- | --- | ------------------ | ----- |
| 1    | ASI | Gu Yuan            | 70.75 |
| 2    | AME | Yipsi Moreno       | 69.65 |
| 3    | RUS | Olga Kuzenkova     | 66.98 |
| 4    | USA | Anna Norgren-Mahon | 65.94 |
| 5    | EUR | Kamila Skolimowska | 65.24 |
| 6    | GER | Susanne Keil       | 64.62 |
| 7    | OCE | Bronwyn Eagles     | 63.49 |
| 8    | ESP | Berta Castells     | 63.49 |
| 9    | AFR | Marwa Hussein      | 58.49 |

### Lancio del giavellotto
| Pos. | Sq. | Atleta                | Ris.  |
| ---- | --- | --------------------- | ----- |
| 1    | EUR | Sergey Makarov        | 86.44 |
| 2    | GER | Boris Henry           | 81.60 |
| 3    | AME | Emeterio González     | 79.77 |
| 4    | GBR | Steve Backley         | 79.39 |
| 5    | AFR | Gerhardus Pienaar     | 78.91 |
| 6    | ASI | Li Rongxiang          | 78.12 |
| 7    | OCE | William Hamlyn-Harris | 74.48 |
| 8    | ESP | Gustavo Dacal         | 68.26 |
| 9    | USA | Chris Clever          | 65.73 |

| Pos. | Sq. | Atleta             | Ris.  |
| ---- | --- | ------------------ | ----- |
| 1    | AME | Osleidys Menéndez  | 64.41 |
| 2    | RUS | Tatyana Shikolenko | 60.11 |
| 3    | EUR | Mikaela Ingberg    | 60.08 |
| 4    | GER | Steffi Nerius      | 57.81 |
| 5    | USA | Serene Ross        | 56.91 |
| 6    | ASI | Ma Ning            | 56.60 |
| 7    | ESP | Marta Míguez       | 55.97 |
| 8    | AFR | Aïda Sellam        | 52.48 |
| 9    | OCE | Cecilia McIntosh   | 52.35 |

## Classifiche
| Pos. | Squadra     | Punti |
| ---- | ----------- | ----- |
| 1    | Africa      | 134   |
| 2    | Stati Uniti | 119   |
| 3    | Europa      | 115   |
| 4    | Americhe    | 111   |
| 5    | Spagna      | 94    |
| 6    | Germania    | 86,5  |
| 7    | Regno Unito | 86    |
| 8    | Asia        | 80    |
| 9    | Oceania     | 62,5  |

| Pos. | Squadra     | Punti |
| ---- | ----------- | ----- |
| 1    | Russia      | 126   |
| 2    | Europa      | 123   |
| 3    | Americhe    | 110   |
| 4    | Stati Uniti | 105   |
| 5    | Africa      | 99    |
| 6    | Germania    | 79,5  |
| 7    | Asia        | 75    |
| 8    | Spagna      | 74,5  |
| 9    | Oceania     | 59    |